# Antonio Cromartie
Antonio Cromartie (Tallahassee, Florida, Estados Unidos, 15 de abril de 1984) es un jugador profesional de fútbol americano de la National Football League que juega en el equipo Indianapolis Colts, en la posición de Cornerback con el número 31.

## Carrera deportiva
Antonio Cromartie proviene de la Universidad Estatal de Florida y fue elegido en el Draft de la NFL de 2006, en la ronda número 1 con el puesto número 19 por el equipo San Diego Chargers.
Ha jugado en los equipos Indianapolis Colts, Arizona Cardinals, New York Jets y San Diego Chargers.

## Estadísticas generales
| Tackles | Intercepciones |
| 27      | 31             |